# Maria Celeste

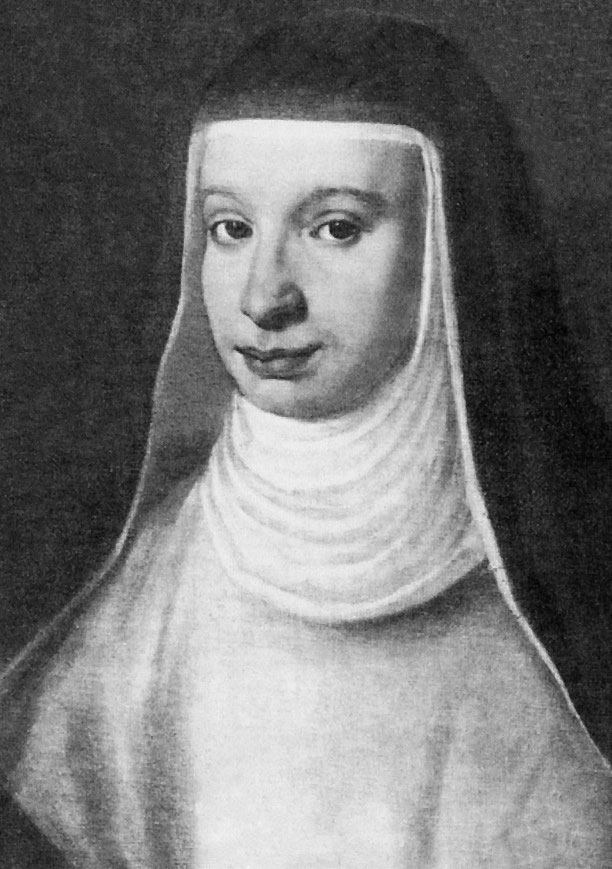
Cuadro identificado tradicionalmente como perteneciente a María Celeste
Colección Wellcome. Londres

La Hermana María Celeste, nacida como Virginia (16 de agosto de 1600-2 de abril de 1634) fue hija de Galileo Galilei y Marina Gamba, Fue la mayor de tres hermanos: una hermana llamada Livia y un hermano llamado Vincenzio. Los tres nacieron fuera de matrimonio y las hijas fueron consideradas indignas para el matrimonio. Preocupado por problemas económicos, Galileo las colocó en el Convento de San Matteo poco después del decimotercer año de Virginia. Eligió el nombre de María Celeste por la Virgen María y por el amor de su padre hacia la astronomía.

## Biografía
Luego de cumplir trece años ingresó al convento de San Mateo, de donde no volvió a salir.
La Inquisición enjuició a Galileo por herejías cometidas contra la Iglesia, en 1633, y fue forzado a retractarse de sus teorías de que la Tierra no era el centro del Universo, siendo confinado a su hogar por el resto de sus días. Apenas retornado a Arcetri en desgracia, María Celeste contrae disentería y falleció, a la edad de 34 años.
Después de la muerte de Galileo, se descubren ciento veinticuatro cartas de María Celeste entre sus papeles: era el remanente de una vasta correspondencia del científico con su hija mayor. Se desconoce que pasó con las respuestas de Galileo a María Celeste, creyéndose que fueron destruidas por las autoridades eclesiásticas. De María Celeste, Galileo escribió, [ella es] "una mujer de exquisita mente, singular bondad, y muy apegada a mí."
El libro Galileo's Daughter ( ISBN 0-8027-1343-2, ISBN 0-14-028055-3) describe su vida y la de su padre.

## Honores
La IAU ha nombrado el astroblema (cráter de impacto) Maria Celeste en Venus, en su honor.